# (6915) 1992 HH
1992 إتش إتش (ويعرف أيضًا باسم (6915) 1992 إتش إتش وفق تسمية الكوكب الصغير) (بالإنجليزية: 1992 HH)‏ هو كويكب ضمن حزام الكويكبات؛ وترتيبه 6915 من حيث الاكتشاف.
اكتُشف هذا الجُرم الفلكي بواسطة أوسامو موراماتسو في 30 أبريل 1992.

## وصلات خارجية
- (6915) 1992 HH في قاعدة بيانات مختبر الدفع النفاث لأجرام النظام الشمسي الصغيرة

- الاكتشاف · مخطط المدار ·  العناصر المدارية · المعلمات المادية

- (6915) 1992 HH على موقع ويكي سكاي: DSS2, SDSS, GALEX, IRAS, Hydrogen α, X-Ray, Astrophoto, Sky Map, Articles and images